# Christian Bittar
Christian Bittar ist ein französischer Investmentbanker. Er galt als bestbezahlter Angestellter der Deutschen Bank und wurde dort wegen seiner Rolle im Libor-Skandal 2011 entlassen.

## Werdegang
Bittar handelte ab 2001 im Eigenhandel der Deutschen Bank in London. Unter den großen Marktturbulenzen nach der Insolvenz von Lehman Brothers im September erzielte er im Jahre 2008 mit Spekulationen auf die Differenzen zwischen Euribor-Zinssätzen für unterschiedliche Laufzeiten Gewinne von mehr als 500 Millionen Euro. An diesem Gewinn wurde Bittar prozentual beteiligt. Die 2009 von Anshu Jain genehmigte Gewinnbeteiligung belief sich auf 80 Millionen Euro und wurde über mehrere Jahre gestreckt. Damit galt er für das Jahr 2008 als bestbezahlter Mitarbeiter der Deutschen Bank und verdiente ein Vielfaches des Vorstandsvorsitzenden Josef Ackermann, der in diesem Jahr auf seinen Bonus verzichtete. Insgesamt erzielte er zwischen 2006 und 2011 Gewinne in Höhe von 1,7 Milliarden Euro für die Deutsche Bank. 2010 wurde Bittar zum Leiter des Geldmarktderivate-Handels ernannt und zog nach Singapur.
Im Dezember 2011 oder im Mai 2012 wurde er von der Deutschen Bank entlassen, da ihm eine Beteiligung an den Libor-Manipulationen in den Jahren 2006 und 2007 nachgewiesen werden konnte. Aufgrund zu erwartender Milliardenstrafen wurde ihm 40 Millionen Euro an zugesagten, noch ausstehenden Boni nicht ausgezahlt. Er war im Anschluss als Portfoliomanager in der Genfer Niederlassung des britischen Hedgefonds BlueCrest Capital Management, dem drittgrößten in Europa, tätig.
In einem Verfahren wegen Zinsmanipulation der britischen Serious Fraud Office (SFO) hat sich Bittar im März 2018 der Manipulation am Libor schuldig bekannt. Er saß in U-Haft, während ab April 2018 fünf weitere Händler abgeurteilt wurden. Ein Londoner Gericht verurteilte ihn am 19. Juli 2018 zu einer Haftstrafe von fünf Jahren und vier Monaten. Nach 23 Monaten Haft wurde er aus dem Gefängnis entlassen.